# Dryopteris poilanei
Dryopteris poilanei är en träjonväxtart som beskrevs av Tard. Dryopteris poilanei ingår i släktet Dryopteris och familjen Dryopteridaceae. Inga underarter finns listade.